# Sansibarische Fußballnationalmannschaft
Die sansibarische Fußballnationalmannschaft ist die Fußballnationalmannschaft von Sansibar, einem halbautonomen Teilstaat des ostafrikanischen Landes Tansania.
Sansibar ist lediglich assoziiertes Mitglied des Kontinentalverbandes CAF und kann daher nicht am Afrika-Cup teilnehmen. Dazu ist Sansibar kein Mitglied des Weltfußballverbandes FIFA und kann daher auch nicht an Qualifikationsspielen zu Fußball-Weltmeisterschaften teilnehmen.

## Geschichte
Im Rahmen des in der Regel jährlich ausgetragenen CECAFA-Cups (zentral- und ostafrikanisches Regionalturnier) hat die Fußballnationalmannschaft von Sansibar seit 1949 zahlreiche Spiele ausgetragen. Der Gewinn dieses Turniers im Jahr 1995 ist der bislang größte internationale Erfolg.
Beim FIFI Wild Cup 2006 erreichte Sansibar das Finale und unterlag dort erst im Elfmeterschießen der Nordzypriotischen Mannschaft. Im Dezember desselben Jahres nahm Sansibar am ELF-Cup in Nordzypern teil und erreichte den vierten Platz.
2012 nahm Sansibar erstmals an der VIVA World Cup teil und erreichte den dritten Platz.
Am 17. März 2017 wurde Sansibar offiziell als 55. vollwertiges Mitglied der CAF aufgenommen, jedoch wurde die Mitgliedschaft nur vier Monate später widerrufen. Der Grund dafür ist, dass der CAF keine zwei verschiedene Verbände aus einem Land aufnehmen kann, da mit der Tanzania Football Federation bereits ein Verband aus Tansania ein vollwertiges Mitglied des CAF ist.
Seit 2004 veranstaltet die Zanzibar Football Federation den Mapinduzi-Cup, einen Pokalwettbewerb für Vereine aus Sansibar und Tansania sowie seit 2013 auch Kenia und Uganda. 2025 wurde der Wettbewerb erstmals mit Nationalmannschaft ausgetragen. Im Finale besiegten Sansibar Burkina Faso mit 2:1 und holte so den Titel.

## Mediale Aufmerksamkeit in Deutschland
In Deutschland fand die Mannschaft erhöhte Medienbeachtung durch das Engagement des deutschen Fernsehmoderators und Comedian Oliver Pocher, der 2005 als Werbegesicht zum Teamchef ernannt wurde. Gemeinsam mit dem Produzenten Alisan Saltik und den damaligen SAT1 Redakteur Stephan Ottenbruch produzierte er als Regisseur und Drehbuchautor einen Dokumentarfilm „Der Traum von Sansibar“, der den Wunsch der Insel von einer Fifa-Mitgliedschaft thematisiert. Durch das Sponsoring von Adidas als Ausrüster und Seat als Trikotsponsor und der medialen Unterstützung von Pro7Sat1 gewann die Insel große Aufmerksamkeit für den eigenen Traum.
Am 14. Mai 2005 fand in der AWD-Arena in Hannover vor rund 25.000 Zuschauern im Anschluss an die Bundesligapartie Hannover 96–Hamburger SV (2:1) ein Spiel gegen eine Deutschland-Auswahl statt. In der Auswahl spielten ehemalige Fußballprofis wie Jörg Sievers, Uli Stein, Bernd Hollerbach und Frank Mill sowie mehrere Prominente, darunter Guido Cantz, Mundstuhl und Nicolas Kiefer. Trainer der Deutschland-Auswahl waren Udo Lattek und der Entertainer Elton. Leiter war der ehemalige FIFA-Schiedsrichter Walter Eschweiler. Das Spiel endete 3:1 für Sansibar, wobei Teamchef Oliver Pocher, der sich in der zweiten Halbzeit einwechselte, das dritte Tor selbst erzielte.
Ein Jahr später nahm Sansibar an der FIFI Wild Cup in Hamburg teil und wurde Zweiter.
Im Juni 2008 wurde bekannt, dass der ehemalige Bundesligaprofi Souleyman Sané (Wattenscheid, Nürnberg) Europa-Trainer des Teams werden soll. Sein Vertrag lief bis 2011 und umfasste ausschließlich die Betreuung des Teams bei Europaaufenthalten.

## Weltmeisterschaft
- 1930 bis 2026 – nicht teilgenommen (kein FIFA-Mitglied)

## Afrikameisterschaft
- 1957 bis 2025 – nicht teilgenommen (kein vollwertiges CAF-Mitglied)

## Afrikanische Nationenmeisterschaft
- 2009 bis 2023: nicht teilgenommen (kein vollwertiges CAF-Mitglied)

## Teilnahmen an Ost-/Mittelafrikameisterschaften
- 1973 – Vorrunde
- 1974 – Vorrunde
- 1975 – Vorrunde
- 1976 – Vorrunde
- 1977 – Vorrunde
- 1978 – nicht teilgenommen
- 1979 – Vierter
- 1980 – Vorrunde
- 1981 – Vorrunde
- 1982 – Vierter
- 1983 – Vorrunde
- 1984 – Vorrunde
- 1985 – nicht teilgenommen
- 1987 – Vierter
- 1988 – Vorrunde
- 1989 – Vorrunde
- 1990 – Vierter
- 1991 – Vorrunde
- 1992 – Vorrunde
- 1994 – nicht teilgenommen
- 1995 – Ost-/Mittelafrikameister
- 1996 – Vorrunde
- 1999 – Vorrunde
- 2000 – zurückgezogen
- 2001 – Vorrunde
- 2002 – Vorrunde
- 2003 – Vorrunde
- 2004 – Vorrunde
- 2005 – Dritter
- 2006 – Vorrunde
- 2007 – Viertelfinale
- 2008 – Vorrunde
- 2009 – Dritter
- 2010 – Viertelfinale
- 2011 – Viertelfinale
- 2012 – Dritter
- 2013 – Vorrunde
- 2015 – Vorrunde
- 2017 – Zweiter
- 2019 – Vorrunde
- 2021 – nicht teilgenommen (als U-23-Meisterschaft ausgetragen)

## Trainer
- Gheorghe Dungu (1972–1974)
- Oliver Pocher (2005–2006)
- Abdel-Fattah Abbas (2006–2008)
- Souleymane Sané (2008–2011)
- Stewart Hall (2010)
- Hemed Suleiman (2017–2021)
- Hababuu Ali Omar (seit 2021)

## Erfolge

### Regionale Wettbewerbe
- CECAFA Cup
  - Sieger (1): 1995
  - Zweiter (1): 2017
  - Dritter (3): 2005, 2009, 2012

### Keine FIFA-Wettbewerbe
- FIFI Wild Cup
  - Zweiter (1): 2006
- Viva World Cup
  - Dritter (1): 2012

- Mapinduzi Cup
  - Sieger (1): 2025